# Sharni Williams
Pour les articles homonymes, voir Williams.
Sharni Williams est une joueuse australienne de rugby à sept née le 2 mars 1988 à Batlow. Elle a remporté avec l'équipe d'Australie le tournoi féminin des Jeux olympiques d'été de 2016 à Rio de Janeiro.

## Biographie
En septembre 2022 elle est sélectionnée pour disputer la Coupe du monde de rugby à XV en Nouvelle-Zélande sous les couleurs de son pays.
Elle est ouvertement lesbienne.